# نال‌تاش (صائم بی‌لی)
نال‌تاش (به ترکی استانبولی: Naltaş) یک منطقهٔ مسکونی در ترکیه است که در صائم‌بیلی واقع شده‌است.